# Džej Ramadanovski
Džej Ramadanovski (Servisch: Џеј Рамадановски) (Resen, 29 mei 1964 - Belgrado, 6 december 2020) was een Servisch zanger van Romani afkomst, die vooral bekend was om zijn ballades.

## Biografie
Džej Ramadanovski werd op 29 mei 1964 geboren in Resen (Noord-Macedonië), als zoon van een arbeidersgezin. Zijn familie kwam later naar Belgrado.
Hij werd op straat herkend door tekstschrijfster Marina Tucaković.  In 1987 kreeg hij bekendheid met "Zar ja da ti brišem suze". Ook zijn nummers "Nedelja" (1991), "Sunce ljubavi" (1995) en "Upalite za mnom sveće" (1996) werden populair in (voormalig) Joegoslavië.

### Overlijden
Begin 2020 werd tijdens een onderzoek een bloedstolsel in zijn hartklep aangetroffen. Op 6 december 2020 stierf Ramadanovski aan een hartaanval.
- MusicBrainz: eac7b133-862f-4f5b-b280-de5de6a0e32b
- Virtual International Authority File: 305666835